# Нова Церкев
Нова Церкев (словен. Nova Cerkev) је насељено место у општини Војник, Савињска регија, Словенија.

## Историја
До територијалне реорганизације у Словенији била је у саставу старе општине Цеље.

## Становништво
У попису становништва из 2011. године, Нова Церкев је имала 457 становника.
| Број становника према пописима | Број становника према пописима | Број становника према пописима |
| ------------------------------ | ------------------------------ | ------------------------------ |
| 1991                           | 2002                           | 2011                           |
| 471                            | 497                            | 457                            |

Напомена: Од 1952. исказивано под именом Стрмец, а од 1953. до 1992. под именом Стрмец при Војнику када се насељу враћа стари назив Нова Церкев.